# Arthur Shawcross
Arthur John Shawcross (Kittery, 6 giugno 1945 – Albany, 10 novembre 2008) è stato un serial killer statunitense.
Commise la maggior parte dei suoi crimini quando, rilasciato dal carcere in regime di libertà condizionata dopo essere stato condannato per l'omicidio colposo di due bambini, uccise una serie di donne. Il suo caso sollevò molte critiche al sistema giudiziario statunitense.

## Biografia
Arthur Shawcross nacque nel 1945 a Kittery, ma la sua famiglia si trasferì quasi subito a Watertown. Nonostante molti test successivi alla cattura provarono che Shawcross possedesse un quoziente intellettivo sub-normale o addirittura da "ritardato mentale" (con punteggio tra 86 e 92), i suoi voti a scuola erano ottimi nei primi due anni di frequentazione. Egli lasciò comunque la scuola nel 1960. Inoltre aveva subìto violenze e abusi da parte di alcuni dei suoi familiari, tra cui la madre, la zia e la sorella.

## Vietnam
All'età di 21 anni, nell'aprile 1967, venne arruolato nell'esercito e spedito a combattere in Vietnam. In quello stesso periodo, Shawcross divorziò dalla prima moglie affidandole il loro figlioletto di 18 mesi, che non avrebbe rivisto mai più.
Quando il suo periodo di servizio nella Guerra del Vietnam terminò nel settembre 1968, l'esercito lo assegnò alla base militare di Fort Sill in Oklahoma in qualità di armiere della compagnia. La seconda moglie di Shawcross, Linda, sperimentò diversi aspetti dei disturbi comportamentali del marito, in particolare l'eccitazione sessuale provata nell'appiccare incendi. Linda Shawcross assistette anche quando il marito uccise il loro cucciolo di cane di appena sei mesi di età sbattendolo violentemente contro un muro durante un eccesso di ira. Shawcross venne congedato con onore dall'esercito nella primavera del 1969.

## Ritorno a New York
Shawcross si trasferì con la moglie (dalla quale avrebbe presto divorziato) a Clayton, e lì inizio a commettere reati di incendio doloso e vari furti. Arrestato fu condannato a cinque anni di carcere da scontarsi nella prigione di Attica. Shawcross venne poi trasferito nel carcere di Auburn, scontando in totale 22 mesi di condanna.

### Primi omicidi
Rilasciato nell'ottobre 1971, Shawcross fece ritorno a Watertown; trovò lavoro nel dipartimento comunale dei lavori pubblici, e si risposò per la terza volta. Nel maggio 1972, Shawcross aggredì sessualmente e uccise il piccolo Jack Owen Blake di anni 10, dopo averlo trascinato nei boschi nei dintorni di Watertown. Quattro mesi dopo, violentò ed uccise una bambina, Karen Ann Hill di 8 anni.
Arrestato per questi crimini, Shawcross confessò entrambi gli omicidi. Collaborò completamente con la polizia indicando anche il luogo dove aveva seppellito il corpo di Blake. Poi si dichiarò colpevole di aver ucciso anche la Hill, e le accuse di omicidio nei confronti di Blake gli furono condonate. Shawcross fu condannato a 25 anni di reclusione.
Egli trascorse 14 anni e mezzo in carcere prima di essere messo in libertà sulla parola nell'aprile 1987. Trovando difficile reinserirsi nella società, si trasferì dapprima a Binghamton e poi a Delhi, con la sua nuova fidanzata, Rose Marie Walley. Quando la reputazione di ex carcerato pedofilo di Shawcross iniziò a circolare in città, la coppia fu costretta a traslocare nei pressi di Fleischmanns. Alla fine di giugno del 1987 Shawcross si trasferì a Rochester, New York.

### Seconda serie di omicidi
Nel marzo del 1988, Shawcross iniziò ad assassinare prostitute, principalmente della zona, prima di essere arrestato due anni dopo. Gli si attribuiscono circa undici omicidi.
Shawcross venne visto da un testimone mentre si trovava in piedi ad urinare vicino alla sua auto ferma su un ponte a Salmon Creek; appena prima di gettare il corpo della sua ultima vittima giù nel fiume. Egli venne fermato a Spencerport il 3 gennaio 1990, preso in custodia e successivamente arrestato. Shawcross confessò immediatamente tutti i delitti.

## Processo e detenzione
Al processo svoltosi nel novembre 1990, la difesa di Shawcross invocò l'infermità mentale, portando a dimostrazione la testimonianza della psichiatra Dorothy Lewis la quale asserì che l'imputato soffriva di disturbi multipli della personalità, turbe post-traumatiche, e possibili tracce di abusi subiti nell'infanzia. Shawcross, che era stato a combattere in Vietnam, raccontò di aver commesso molte atrocità durante la guerra (incluso il cannibalismo), spesso perpetrate mentre si trovava isolato nella giungla. Egli fu comunque giudicato sano di mente e colpevole di 10 omicidi di secondo grado, e condannato ad un totale di 250 anni di carcere.
Dopo la condanna, venne incarcerato nel penitenziario di Fallsburg, dove rimase fino alla morte, sopraggiunta il 10 novembre 2008 all'ospedale di Albany.
Nel 2003, Shawcross venne intervistato dalla giornalista britannica Katherine English per un documentario sul cannibalismo. Il killer affermò di aver mangiato brandelli della vulva di tre delle sue vittime, ma si rifiutò di fare commenti circa la sua dichiarazione passata di aver mangiato anche gli organi genitali del piccolo Jack Blake, la sua prima vittima.

## Morte
Arthur Shawcross morì per arresto cardiaco il 10 novembre 2008. Portato d'urgenza dal carcere all'Albany Medical Center, morì alle 21:50.